# Organisation sportive panaméricaine des sourds
L'Organisation sportive panaméricaine des sourds, souvent abrégée en PANAMDES, (en anglais : Pan American Organization of Sports of the Deaf et en espagnol : Organización Deportiva Panamericana de Sordos), est une organisation non gouvernementale panaméricaine des sports pour les sourds, avec un effectif de 14 membres à travers l'Amérique.

## Histoire
Le comité sportif panaméricain pour les sourds (en espagnol : Comite Panamericano Deporitvo de Sordos, traduit en anglais : Pan American Sports Committee for the Deaf) abrégé en COPANDES est fondé le 8 décembre 1971 à Buenos Aires en Argentine mais entre 1975-1994, ce comité est en sommeil. En 1994, John M. Lovett, le vice-président du Comité international des sports des Sourds et sa secrétaire Donalda Ammons se réunissent avec les représentants de quatre pays à Caracas, au Venezuela qui permet de réorganiser et renomment l'organisme en Organisation sportive panaméricaine des sourds.
L'Organisation sportive panaméricaine des sourds a organisé cinq fois les Panamerican Games for the Deaf (en français : Les Jeux panaméricains pour les sourds) : 1975 au Venezuela, 1999 au Cuba, 2003 au Argentine, 2007 au Venezuela et 2012 au Brésil. 

### Liste des présidents
- 1971 - 1975 : Non communiqué
- 1975 - 1994 : en sommeil
- 1994 - 1999 : Non communiqué
- 1999 - 2003 :   Larry Fleischer
- 2003 - 2012 :  Maria de Bendegúz
- 2012 - 2016 :   Gigi Fiset
- 2016 -  :  Gustavo de Araujo Perazzolo

## Pays membres
- Argentine
- Bolivie
- Brésil
- Canada
- Chili
- Colombie
- Cuba
- Équateur
- États-Unis
- Mexique
- Pérou
- Paraguay
- Venezuela
- Uruguay